# Stefaní Bisbíkou
Stefaní Bisbíkou, (en grec moderne : Στεφανί Μπισμπίκου), née le 27 juin 1988, est une gymnaste artistique grecque  qui a participé aux Jeux olympiques d'été de 2004 et 2008. Elle est la première gymnaste féminine grecque à avoir remporté une médaille aux championnats d'Europe et a également remporté plusieurs médailles sur le circuit de la Coupe du monde. La poutre est le meilleur de ses agrès. 